# Terrore in città
Terrore in città (Silent Rage) è un film del 1982 diretto da Michael Miller, con Chuck Norris.

## Trama
John Kirby, paziente del dottor Halman dell'istituto di ricerche, una mattina perde il controllo e uccide la moglie a colpi d'ascia. Arrivata la polizia a casa di Kirby tentano di arrestarlo ma costui aggredisce degli agenti che sono costretti a far fuoco su di lui.
Kirby viene portato all'istituto di ricerche, curato dai medici Phil Spires, Halman, e Paul Vaughn. I tre si accorgono della gravità delle ferite, e Phil decide pur contro la volontà di Halman di sperimentare un loro farmaco che permette di rimarginare le ferite in maniera quasi istantanea. Nel frattempo Dan Stevensen ritrova la sua vecchia compagna Alison Halman sorella del dottor Halman.
Il farmaco dei medici ha degli effetti molto positivi su John Kirby; riesce a guarire ferite che avrebbero provocato la morte. Tuttavia Halman timoroso delle condizioni psichiche del soggetto preferirebbe sopprimerlo, ma Phil si oppone, convinto che la ricerca del farmaco debba andare avanti e scaccia Halman dalle ricerche. John Kiirby che aveva udito la furiosa discussione fra i due capisce che Halman lo vorrebbe morto, così alla sera si reca a casa di Halman e seppure quest'ultimo tenti inutilmente di difendersi compie un massacro, eliminando sia il dottor Halman che la moglie.
Quando Alison va a casa di suo fratello trova i due cadaveri e spaventata esce dall'abitazione. Riferisce tutto a Dan il quale decide di portare Alison all'istituto di ricerche e di farle passare li la notte, e allo stesso tempo informa i dottori Spires e Vaughn dell'accaduto. I due medici capiscono che è stato Kirby il responsabile, e Paul decide di finirlo, iniettandogli una dose di acido solforico, ma Kirby resiste all'iniezione e lo uccide. Dopodiché raggiunge anche il dottor Spires e lo ammazza, e prosegue il giro per l'istituto ferendo anche il vice-sceriffo Charlie. Dan viene informato dai vari allarmi che suonano all'interno dell'istituto, e così vi si reca. Arriva giusto in tempo per salvare Alison da Kirby sparandogli addosso e facendolo volare dalla finestra. Si avvicina al corpo per accettarsi che sia morto, ma Kirby gli mette le mani addosso e Alison è costretta ad investirlo  con la macchina per allontanarlo da Dan. La donna e Dan  fuggono sulla macchina ma Kirby si aggancia all'auto e li segue. Dan e Kirby combattono a mani nude fino a che Dan scaraventa Kirby giù in un pozzo. Alla fine i due riescono a fuggire, ma nell'ultima immagine si vede il maniaco assassino emergere dalle acque del pozzo.

## Distribuzione
Il film è stato pubblicato nei cinema negli Stati Uniti dalla Colombia Pictures nell'aprile del 1982. Si stima un incasso di  $10,490,791 al botteghino.
Nel 2001 la Sony Pictures Home Entertainment ha messo in vendita la versione in DVD.
Nel 2009 è stato creato un remake dal titolo "Indestructible".